# Polygala poggei
Polygala poggei är en jungfrulinsväxtart som beskrevs av Gürke. Polygala poggei ingår i släktet jungfrulinssläktet, och familjen jungfrulinsväxter. Inga underarter finns listade i Catalogue of Life.